# Ajgestan
Ajgestan (armeniska: Այգեստան) är en ort i Armenien. Den ligger i provinsen Ararat, i den centrala delen av landet, 20 kilometer söder om huvudstaden Jerevan. Ajgestan ligger 868 meter över havet och antalet invånare är 2 431. Byn grundades 1831 och bytte 1939 till det nuvarande namnet.
Terrängen runt Ajgestan är platt åt sydväst, men åt nordost är den kuperad. Runt Ajgestan är det ganska tätbefolkat, med 155 invånare per kvadratkilometer.. Närmaste större samhälle är Artasjat, 4,7 kilometer söder om Ajgestan.
Trakten runt Ajgestan består i huvudsak av gräsmarker.